# Cecylia Glücksburg
Cecylia Glücksburg, gr. Καικιλία Γκλύξμπουργκ [wym. Kaikilía Glýzpuryk], niem. Cecylia von Glücksburg zu Grieschenland und Dänmark (ur. 22 czerwca 1911 w Tatoi, zm. 16 listopada 1937 w Ostendzie) – grecka arystokratka, członkini rodziny królewskiej, księżniczka Grecji i Danii, tytularna wielka księżna byłej Hesji i Renu jako żona Jerzego Donata.

## Życiorys
Urodziła się jako trzecia córka Andrzeja (1882–1944), księcia greckiego i duńskiego, oraz Alicji Battenberg (1885–1969). Miała trzy siostry, starsze Małgorzatę (1905–1981) i Teodorę (1906–1969), młodszą Zofię (1914–2001), oraz brata Filipa (1921–2021). Została ochrzczona 10 lipca 1911 w katedrze Zwiastowania Matki Bożej w Atenach, a jej rodzicami chrzestnymi byli Jerzy V (1865–1936), Ernest Ludwik, wielki książę Hesji (1868–1937), Mikołaj Glücksburg (1872–1938) i Wiera Konstantynowna Romanowa (1854–1912). Wychowywała się w Atenach, Tatoi i na Korfu. W rozmowach z matką używała języka angielskiego, ale równie biegle porozumiewała się po grecku, francusku i niemiecku. Otrzymała staranne wykształcenie domowe, typowe dla przedstawicieli arystokracji tego okresu. W 1917–1920 w związku z niestabilną sytuacją domu panującego, przebywała wraz z rodziną na emigracji w Szwajcarii, zamieszkując w Lucernie. W 1920 jej rodzina powróciła do Grecji i zamieszkała w Korfu. W 1922–1936, w związku ze skazaniem ojca na banicję, ponownie na emigracji. Początkowo zamieszkała z rodzicami w Saint-Cloud, zaproszonych przez Marię Bonaparte. Następnie w Londynie u Edwiny Ashley.
W 1928 za pośrednictwem ciotki Ludwiki Mountbatten (1889–1965) Cecylia poznała Fryderyka Glücksburga (1899–1972), księcia koronnego Danii, z którym planowała wziąć ślub, jednak projekt ten nie znalazł uznania w duńskiej rodzinie królewskiej. W 1929 ostatecznie związała się ze swoim kuzynem drugiego stopnia, Jerzym Donatem Heskim (1906–1937), za którego wyszła za mąż w 1931. Po ślubie zamieszkała w Darmstadt, zostając entuzjastycznie przyjętą przez miejscową ludność.
Szybko zaangażowała się w działalność społeczną; w 1931–1937 pełniła funkcję prezeski Towarzystwa Kobiet Hesji. Początkowo pozostawała sceptyczna wobec narastających nastrojów nacjonalistycznych w Niemczech w 30. XX w. Jednak pod wpływem szwagra Krzysztofa Heskiego (1891–1943), oficera SS, nabierała coraz większego przekonania dla idei nazistowskiej, upatrując w niej możliwość dla restauracji monarchii w kształcie zbliżonym do dawnego Cesarstwa Niemieckiego. W końcu 1 maja 1937 wstąpiła do Narodowosocjalistycznej Niemieckiej Partii Robotników.
16 listopada 1937 wyruszyła wraz z rodziną w podróż samolotem do Londynu, aby uczestniczyć w ceremonii ślubnej swojego szwagra Ludwika Heskiego (1908–1968) i Małgorzaty Campbell Geddes (1913–1997). Jednak nie dotarła na miejsce, ginąc w katastrofie lotniczej w Ostendzie. Została pochowana 23 listopada tego samego roku w Nowym Mauzoleum w Darmstadt.

## Rodzina
2 lutego 1931 w Darmstadt poślubiła swojego kuzyna 2. st. ze strony matki, Jerzego Donata Heskiego (1906–1937), tytularnego dziedzicznego wielkiego księcia Hesji i Renu, syna Ernesta Ludwika (1868–1937), brata matecznej babki Wiktorii Heskiej (1863–1950), oraz Eleonory Solms-Hohensolms-Lich (1871–1937). Ślub odbył się w podwójnym obrządku prawosławnym i ewangelicko-augsburskim. Małżeństwo doczekało się trojga dzieci, z których żadne nie dożyło wieku dorosłego:
- Ludwik Ernest Andrzej (ur. 25 października 1931, zm. 16 listopada 1937) – zmarł w katastrofie lotniczej,
- Aleksander Jerzy Karol Henryk (ur. 14 kwietnia 1933, zm. 16 listopada 1937) – zmarł w katastrofie lotniczej,
- Joanna Maryna Eleonora (ur. 20 września 1936, zm. 14 czerwca 1939) – zmarła na zapalenie opon mózgowo-rdzeniowych.

## Odznaczenia
- Dama Krzyża Wielkiego Orderu śś. Olgi i Zofii (10 lipca 1911),
- Dama Krzyża Wielkiego Orderu Lwa Złotego (2 lutego 1931).

## Genealogia
| Prapradziadkowie               | Fryderyk Wilhelm Glücksburg (1785–1831) ∞ 1810 Ludwika Karolina Heska-Kassel (1789–1867) | Wilhelm Heski (1787–1867) ∞ 1810 Ludwika Karolina Oldenburg (1789–1864)           | car Rosji Mikołaj I Pałkin (1796–1855) ∞ 1817 Aleksandra Fiodorowna (1798–1860)    | ks. Saksonii-Altenburga Józef (1789–1868) ∞ 1817 Amelia Wirtemberska (1799–1848)   | w. ks. Hesji Ludwik II (1777–1848) ∞ 1804 Wilhelmina Badeńska (1788–1836) | Maurycy Hauke-Bosak (1775–1830) ∞ 1799 Zofia Lafontaine (1790–1831) | Karol Heski (1809–1879) ∞ 1836 Elżbieta Hohenzollern (1815–1885)     | Albert Koburg (1819–1861) ∞ 1840 kr. Wielkiej Brytanii Wiktoria (1819–1901) |
| Pradziadkowie                  | kr. Danii, Chrystian IX (1818–1906) ∞ 1842 Ludwika Heska-Kassel (1817–1898)              | kr. Danii, Chrystian IX (1818–1906) ∞ 1842 Ludwika Heska-Kassel (1817–1898)       | Konstanty Nikołajewicz Romanow (1827–1892) ∞ 1848 Aleksandra Josifowna (1830–1911) | Konstanty Nikołajewicz Romanow (1827–1892) ∞ 1848 Aleksandra Josifowna (1830–1911) | Aleksander Heski (1823–1888) ∞ 1851 Julia Hauke (1825–1895)               | Aleksander Heski (1823–1888) ∞ 1851 Julia Hauke (1825–1895)         | w. ks. Hesji, Ludwik IV (1837–1892) ∞ 1861 Alicja Koburg (1843–1878) | w. ks. Hesji, Ludwik IV (1837–1892) ∞ 1861 Alicja Koburg (1843–1878)        |
| Dziadkowie                     | kr. Hellenów, Jerzy I (1845–1913) ∞ 1867 Olga Konstantynowna Romanowa (1851–1926)        | kr. Hellenów, Jerzy I (1845–1913) ∞ 1867 Olga Konstantynowna Romanowa (1851–1926) | kr. Hellenów, Jerzy I (1845–1913) ∞ 1867 Olga Konstantynowna Romanowa (1851–1926)  | kr. Hellenów, Jerzy I (1845–1913) ∞ 1867 Olga Konstantynowna Romanowa (1851–1926)  | Ludwik Battenberg (1854–1921) ∞ 1884 Wiktoria Heska (1863–1950)           | Ludwik Battenberg (1854–1921) ∞ 1884 Wiktoria Heska (1863–1950)     | Ludwik Battenberg (1854–1921) ∞ 1884 Wiktoria Heska (1863–1950)      | Ludwik Battenberg (1854–1921) ∞ 1884 Wiktoria Heska (1863–1950)             |
| Rodzice                        | Andrzej Glücksburg (1882–1944) ∞ 1903 Alicja Battenberg (1885–1969)                      | Andrzej Glücksburg (1882–1944) ∞ 1903 Alicja Battenberg (1885–1969)               | Andrzej Glücksburg (1882–1944) ∞ 1903 Alicja Battenberg (1885–1969)                | Andrzej Glücksburg (1882–1944) ∞ 1903 Alicja Battenberg (1885–1969)                | Andrzej Glücksburg (1882–1944) ∞ 1903 Alicja Battenberg (1885–1969)       | Andrzej Glücksburg (1882–1944) ∞ 1903 Alicja Battenberg (1885–1969) | Andrzej Glücksburg (1882–1944) ∞ 1903 Alicja Battenberg (1885–1969)  | Andrzej Glücksburg (1882–1944) ∞ 1903 Alicja Battenberg (1885–1969)         |
| Cecylia Glücksburg (1911–1937) |                                                                                          |                                                                                   |                                                                                    |                                                                                    |                                                                           |                                                                     |                                                                      |                                                                             |